# Gloria (песня Them)
«Gloria» (с англ. — «Глория») — песня, написанная Ваном Моррисоном и выпущенная в 1964 году на альбоме группы Them The Angry Young Them. Песня впоследствии стала «рок-стандартом» и была перепета многими исполнителями, в том числе Патти Смит, The Shadows of Knight, The Doors, Джими Хендриксом и U2. В 1999 году песня версии группы Them вошла в Зал славы премии «Грэмми».

## Чарты
Them
| Чарт (1965)            | Позиция |
| ---------------------- | ------- |
| США, Billboard Hot 100 | 93      |
| Чарт (1966)            | Позиция |
| США, Billboard Hot 100 | 71      |

Shadows of Knight
| Чарт (1966)            | Позиция |
| ---------------------- | ------- |
| США, Billboard Hot 100 | 10      |